# Самодєлов Сергій Тимофійович
Сергі́й Тимофі́йович Самодє́лов (27 травня 1983, м. Київ — 8 травня 2023, Предтечине, Донецька область) — солдат Збройних сил України, учасник російсько-української війни.

## Життєпис
Народився 27 травня 1983 року в місті Київ. Після закінчення школи пішов навчатися до Київського національного університету технологій і дизайну. Працював будівельником і слюсарем.
Після народження сина у 2014 році несподівано почав малювати. Самостійно опанував багато технік і матеріалів. Його роботи вражають масштабністю, оскільки більшість з них намальовані на стінах будинку, де він жив. Частина його робіт назавжди залишиться у будинках міста Бахмут на Донеччині.
24 лютого 2022 року чоловік, попри відсутність військового досвіду, вирішив захищати рідну країну від російських окупантів. Обійняв посаду старшого стрільця-оператора та вирушив на передову.

## Загибель
Загинув 8 травня 2023 року біля Предтечиного Донецької області. Виконуючи бойове завдання, потрапив під ворожий мінометний обстріл та зазнав смертельних поранень. Похований на Лісовому цвинтарі в рідному Києві.

## Нагороди
- Відзнака командувача Сухопутних військ ЗСУ — нагрудний знак «За особисту хоробрість» 30 квітня 2023 року
- Орден «За мужність» ІІІ ступеня (11 серпня 2023, посмертно)[2].